# مايك روبرتس (معلق رياضي)
مايك روبرتس (بالإنجليزية: Mike Roberts)‏ هو معلق رياضي أمريكي، ولد في 17 يوليو 1933 في كارثج في الولايات المتحدة، وتوفي في 13 سبتمبر 2016 في ألباكركي في الولايات المتحدة.